# Otto Polacsek
Otto Polacsek (ur. 23 czerwca 1904 w Oberburgau, zm. ?) – austriacki łyżwiarz szybki, dwukrotny medalista mistrzostw Europy.

## Kariera
Pierwszy medal na arenie międzynarodowej Otto Polacsek wywalczył w 1925 roku, kiedy zwyciężył podczas mistrzostw Europy w Sankt Moritz. W zawodach tych wyprzedził dwóch reprezentantów Norwegii: Roalda Larsena oraz Oskara Olsena. Austriak wygrał tam na dystansach 1500, 5000 i 10 000 m, a w biegu na 500 m zajął trzecie miejsce. Na rozgrywanych rok później mistrzostwach Europy w Chamonix zajął drugie miejsce, rozdzielając na podium dwóch Finów: Juliusa Skutnabba oraz Uuno Pietilę. W poszczególnych biegach był czwarty na 500 m, drugi na 5000 m, trzeci na 1500 m oraz najlepszy na dystansie 10 000 m. W tej samej konkurencji był też między innymi ósmy na rozgrywanych w 1925 roku mistrzostwach świata w Oslo, gdzie jego najlepszym wynikiem było trzecie miejsce w biegu na 10 000 m. W 1928 roku wystartował na igrzyskach olimpijskich w Sankt Moritz, zajmując między innymi ósme miejsce w biegu na 5000 m. Na tych samych igrzyskach zajął ponadto 21. miejsce na 500 m, a rywalizacja na 10 000 m została anulowana.